# 天主教穆索尼教区
天主教穆索尼教區（拉丁語：Dioecesis Musonitana）是加拿大一個已被撤銷的羅馬天主教教區，屬基維丁-勒佩斯總教區。
1938年12月3日建立詹姆斯灣監牧區，1967年7月13日升為教區並易名。2007年7月25日本教區的主教與赫斯特教區是同一個人（In persona episcopi），但兩教區保留各自的架構。教宗方濟各於2018年12月3日將赫斯特教區和穆索尼教區合併為赫斯特-穆索尼教區。
教區範圍包括安大略北部哈德遜灣沿岸地區，2004年有教友6,100人，佔轄區總人口27.5%。教區下轄十八個堂區，有四名司鐸。